# Agneta Andersson
Pour les articles homonymes, voir Andersson.
Agneta Andersson, née le 25 avril 1961 à Karlskoga (comté d’Örebro) et morte le 8 octobre 2023 dans la même ville, est une championne suédoise de kayak.

## Biographie
Agneta Andersson participe à cinq olympiades, et est porte-drapeau de la délégation suédoise aux Jeux olympiques de 1992 de Barcelone.

## Performances

### Jeux olympiques
- Jeux olympiques d'été de 1980
  - K1, 500 mètres : 6e
  - K2, 500 mètres : 5e
- Jeux olympiques d'été de 1984
  - K1, 500 mètres :  Médaille d'or
  - K2, 500 mètres :  Médaille d'or
  - K4, 500 mètres :  Médaille d'argent
- Jeux olympiques d'été de 1988
  - K1, 500 mètres : 8e
  - K2, 500 mètres : 6e
  - K4, 500 mètres : 6e
- Jeux olympiques d'été de 1992
  - K2, 500 mètres :  Médaille d'argent
  - K4, 500 mètres :  Médaille de bronze
- Jeux olympiques d'été de 1996
  - K2, 500 mètres :  Médaille d'or
  - K4, 500 mètres :  Médaille de bronze

### Championnat du monde
- Championnat du monde de 1981
  - K2, 500 mètres :  Médaille d'argent
  - K1, 500 mètres :  Médaille de bronze
- Championnat du monde de 1982
  - K1, 500 mètres :  Médaille d'argent
  - K2, 500 mètres :  Médaille de bronze
- Championnat du monde de 1983
  - K2, 500 mètres :  Médaille de bronze
- Championnat du monde de 1985
  - K2, 500 mètres :  Médaille de bronze
  - K1, 500 mètres :  Médaille de bronze
- Championnat du monde de 1987
  - K1, 500 mètres :  Médaille de bronze
- Championnat du monde de 1991
  - K2, 500 mètres :  Médaille de bronze
- Championnat du monde de 1993
  - K2, 500 mètres :  Médaille d'or
  - K4, 500 mètres :  Médaille d'argent